# Clima urbano
Clima Urbano é o clima gerado e/ ou influenciado pela urbanização, que relaciona-se em mesoclima (cerca de centenas de metros) e microclima (parte pequena da cidade, alguns metros a dezena de metros), pela qual se encontra em processo contínuo de transformação de balanço de energia e massa, sendo considerado um sistema aberto. Geralmente analisados pela climatologia geográfica, em que aborda os elementos do clima em relação ao espaço em questão, ainda mais especificadamente como climatologia urbana. 
Trabalhos como de Monteiro (1976) pela qual criou o Sistema Clima Urbano - S.C.U. vendo em vista a os problemas climáticos que haviam ocorrendo em São Paulo, criou metodologias e afirmando que terá necessário trata-lo como sistema devido a sua complexidade; e García (1995) trazem essa perspectiva mais recentemente, apesar de os trabalhos terem sido iniciados em Londres, Inglaterra e em relação a percepção das alterações climáticas nas cidades, remetem ao Império Romano. 
Sua importância advém da possibilidade de um planejamento urbano adequado e conforto térmico aos citadinos. Os componentes analisados pelo Clima Urbano são: relevo, solo, declividade, a vegetação, disposição aquática, direção das vertentes, entre outros fatores. O estudo deste é dividido pelo porte da cidade: pequena, média e grande, sendo mais facilmente analisadas a de porte médio. Também é mais voltado para uma zona climática específica, no caso do Brasil, clima tropical e subtropical.
Recentemente, existem diversos trabalhos acadêmicos com este tema, ora com uma cidade específica ora com o próprio conceito, eventualmente associado a outros elementos. 

## Industrialização e processo de urbanização
O intenso processo de industrialização que remetem ao século XVIII, inicialmente no Reino Unido a qual se denomina Revolução Industrial fez alterar significativamente o clima das cidades fabris, poluições lançadas na chaminé que ficavam suspensas no ar, o que fariam causar problemas respiratórios nas cidades que estavam sendo desenvolvidas com nenhum ou escasso em planejamento urbano. 
No caso do Brasil, em que teve sua industrialização mais tardia, começando mais significativamente entre 1950-1970 e relacionado com o êxodo rural e a modernização do campo, o processo de urbanização se acentuou com maior rapidez do que no caso europeu, ocasionado problemas mais graves do Clima Urbano, devido às condições serem mais precárias sem uma correta política de estruturação. Sendo hoje, o território brasileiro essencialmente urbano. 
Condições que fazem ter uma significativa diferença ao meio rural e regiões adjacentes, aonde possuem uma maior amplitude térmica.

## Fatores e consequências
Um dos fatores que acompanham o processo urbanístico é a impermeabilização do solo e pavimentações, de tal modo que absorve mais radiação solar que o solo natural, elevando a temperatura, os arranha-céus que atuam bloqueando a passagem de ar pela qual diminui a velocidade do vento, e fazendo áreas de sombra que contrastam com áreas ensolaradas gerando os chamados Canyon Urbanos. 
A falta muitas vezes de arborização nessas áreas, que são importantes reguladoras térmicas e que contribui para o fluxo do calor latente, a contaminação do ar por poluentes, estes e dentre outros fatores, contribuem para problemas como ilha de calor (temperaturas mais elevadas, principalmente a noite, principal fator) pelo fato de o calor ficar contido no local, inundações, maiores precipitações de chuvas convectivas, intensificação na inversão térmica, temperaturas mais elevadas que regiões circundantes, redução da umidade pela inviabilização da evaporação, dentre outros. 
O que pode afetar a saúde humana, como já foi citado problemas respiratórios e até mesmo dengue como relatado em Campo Grande (MS), Maringá (PR) e Ribeirão Preto (SP) em que é combinado com outros fatores. 

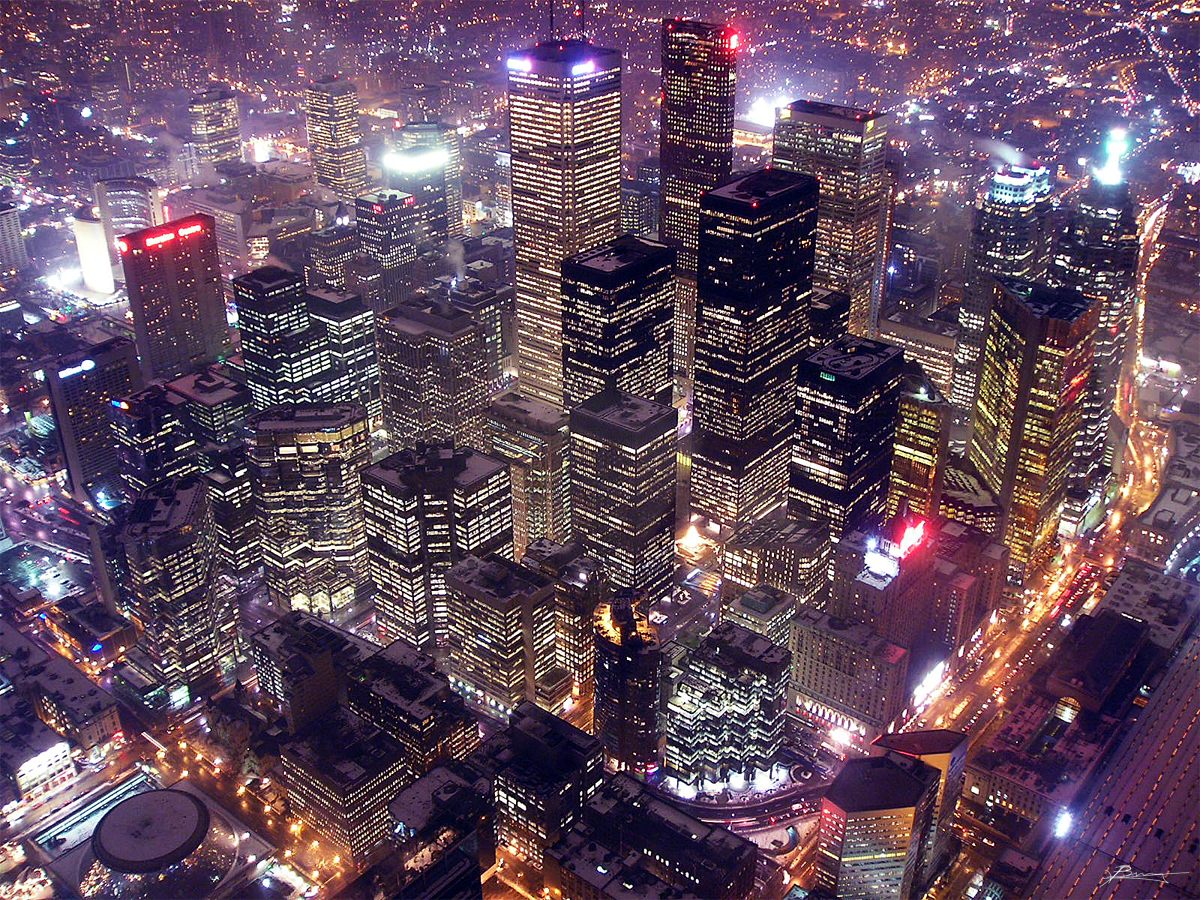
Aglomerado de prédios em Toronto, Canadá em seu distrito financeiro, aonde provavelmente há uma baixa circulação do ar.

## Legislação e planejamento urbano
Seu estudo é crucial para um planejamento urbano eficiente. Isso pois, somente o planejamento da cidade por si só pode não ser suficiente que atenda as condições do clima que se mantenham agradáveis. Um dos fatores seria o método de regressão linear simples, variáveis da legislação: taxa de ocupação podendo ser coeficiente de aproveitamento e presença de água e de vegetação, e os dados de temperatura do ar, exemplo que foi utilizado em Cuiabá (MT) no que se diz respeito a ocupação urbana. 
A implementação de vegetação nas áreas urbanizadas, analisar a geometria das edificações, repensando nas alturas da mesma, a fim de evitar o sombreamento, através de uma demarcação de distância considerável, implementação de lagos em que ameniza as condições higrométricas e permitindo o ar fresco. Há a necessidade também de se rever as questões de ocupação que permitem a 70% a 100%, o que sugere uma excessiva concretização espacial, sendo que as áreas verdes, de grande expressividade, não tenham espaço.